# Lisa Brennan-Jobs
Lisa Nicole Brennan-Jobs (Portland, 17 maggio 1978) è una scrittrice statunitense.

## Biografia
Nata Lisa Nicole Brennan, è figlia del cofondatore di Apple Steve Jobs e di Chrisann Brennan. Per diversi anni Jobs ha negato la paternità, portando ad una causa legale e a varie speculazioni di stampa sin dai primi giorni di Apple; i due alla fine si sono riconciliati. Brennan-Jobs in seguito ha lavorato come giornalista e scrittrice di riviste.
Uno dei primi computer Apple, il Lisa, prende il nome da Brennan-Jobs, ed è stata anche descritta in una serie di biografie e film, inclusi film biografici come I pirati di Silicon Valley, Jobs, e Steve Jobs. Una versione romanzata di lei si trova in un personaggio principale del romanzo di sua zia Mona Simpson, Un ragazzo normale.

## La nascita e l'Apple Lisa
Lisa Nicole Brennan è nata il 17 maggio 1978, nella All One Farm di Robert Friedland, villaggio al di fuori di Portland, Oregon. La madre, Chrisann Brennan, e suo padre, Steve Jobs, si incontrarono per la prima volta alla Homestead High School di Cupertino, in California nel 1972 ed ebbero relazioni nei successivi cinque anni. Nel 1978, dopo che Jobs cofondò Apple Inc., si trasferiscono in una casa con il loro amico Daniel Kottke vicino alla sede della società di Cupertino, in cui tutti lavoravano. Fu durante questo periodo che Brennan rimase incinta di Lisa. Jobs, tuttavia, non ammise la responsabilità della gravidanza, che portò Brennan a porre fine alla relazione, lasciare la loro casa ed a mantenersi facendo pulizie di casa.
Nel 1978 Brennan si trasferì nel villaggio All One Farm per il parto. Jobs non era presente per la nascita della bambina e si presentò solo tre giorni più tardi, dopo che Robert Friedland, proprietario della fattoria, ed un amico di Jobs del Reed College lo convinsero. Brennan e Jobs chiamarono la bambina Lisa. Jobs nominò il progetto del computer a cui stava lavorando, l'Apple Lisa, dopo la sua nascita. Poco dopo, Jobs negò pubblicamente di essere il padre della bambina. Ha sostenuto che l'Apple Lisa non è stato chiamato per lei, ma con il suo team la chiamarono con la frase "Local Integrated Systems Architecture" come spiegazione alternativa per il nome del progetto. Decenni più tardi, Jobs ha ammesso che "ovviamente, è stato chiamato così per mia figlia."

## Il caso della paternità e la riconciliazione
Jobs, però, pubblicamente negò la paternità e questo lo portò ad una causa legale. Il test di paternità grazie al DNA lo riconobbe come padre ma lui continuò a negare la peternità. La sentenza gli impose di mantenere Brennan con 385 $ al mese e di rimborsare lo stato per i soldi che aveva ricevuto dal welfare. Dopo la quotazione in borsa di Apple Jobs divenne milionario, e il mantenimento venne incrementato a 500 $ al mese. Michael Moritz, all'epoca giornalista di Time, intervistò Jobs, Brennan, e altri per il numero speciale Persona dell'anno del 1982, pubblicato il 3 gennaio 1983. Nella sua intervista, Jobs mise in discussione l'affidabilità del test di paternità, che aveva trovato che la "probabilità della paternità per Jobs, Steven ... fosse 94,1%". Jobs rispose che "il 28% della popolazione maschile degli Stati Uniti poteva essere il padre." Invece del suo nome nella "Persona dell'anno", come lui e molti altri si aspettavano, venne intitolato "Machine of the Year: The Computer Moves In". Il cambiamento del nome avvenne dopo che Moritz senti parlare della causa Brennan-Jobs, e dello stile manageriale di Jobs.
Anni dopo, quando Jobs lasciò Apple, riconobbe Lisa e tentò di riconciliarsi con lei. Chrisann Brennan ha scritto che "si è scusato più volte per il suo comportamento" con lei e Lisa e "ha detto che non si è mai preso la responsabilità, quando avrebbe dovuto, e che gli dispiaceva". Dopo averla riconosciuta, nove anni dopo, Lisa ha voluto cambiare il suo cognome e questo rese felice Jobs. Jobs ha legalmente modificato il suo certificato di nascita, cambiando il suo nome da Lisa Brennan a Lisa Brennan-Jobs. Brennan appoggiò il cambiamento di Jobs per il cognome Brennan-Jobs, grazie anche alla ritrovata zia biologica, Mona Simpson, che ha lavorato per riparare la relazione tra Brennan-Jobs e suo padre. Nonostante la riconciliazione tra Jobs e Lisa, il loro rapporto rimase difficile. Nella sua autobiografia, Lisa ha raccontato molti episodi in cui Jobs non si comportò come un genitore adeguato. Rimase per lo più distante, freddo, e la fece sentire indesiderata; inizialmente si rifiutò anche di pagarle gli studi universitari.
Secondo la rivista Fortune, dopo la sua morte, Jobs ha lasciato a Lisa un'eredità multimilionaria.

## Formazione e carriera
Quando Brennan-Jobs viveva con la madre, ha frequentato la scuola di Nueva. Più tardi si trasferisce con il padre e frequenta la Palo Alto High School. Si iscrisse alla Harvard University nel 1996 e ha studiato all'estero per un anno al King's College di Londra. Mentre era studentessa a Harvard, ha scritto per The Harvard Crimson. Si è laureata nel 2000 e successivamente si è trasferita a Manhattan per lavorare come scrittrice. Ha scritto per The Southwest Review, The Massachusetts Review, The Harvard Advocate, Spiked, Vogue e O, The Oprah Magazine.

## Cinema e letteratura
Brennan-Jobs è comparsa in diverse biografie di suo padre, tra cui la biografia autorizzata nel 2011 Steve Jobs di Walter Isaacson. Nel 1996 il romanzo Un ragazzo normale di Mona Simpson è un resoconto romanzato basato sulla storia di Brennan-Jobs e dei suoi genitori. È stata descritta in tre film biografici: Brooke Radding la ritrasse nel 1999 nel film I Pirati di Silicon Valley di TNT TV, mentre lei è una bambina rappresentata da Ava Acres, e come donna da Annika Bertea nel film del 2013 Jobs. Nel film del 2015 Steve Jobs, diretto da Danny Boyle, Brennan-Jobs è impersonato, in età diverse,  da Perla Haney-Jardine, Ripley Sobo, e Makenzie Moss. Lo sceneggiatore Aaron Sorkin ha raccontato che ha discusso la sceneggiatura con Brennan-Jobs in anticipo e che, in fin dei conti, lei è la vera "eroina del film".

## Opere
- Small fry. A memoir, New York, Grove, 2018 (in italiano: Pesciolino, Milano, Rizzoli, 2018)